# Узбек-хан
Узбе́к-хан, исламский титул — Султан Гийас ад-Дин Мухаммед (ок. 1283 — 1341) — хан Золотой Орды с 1313 года; сын Тогрула (Тогрулджая, Тогрулчи), десятого сына Менгу-Тимура; племянник хана Тохты. 
При нём государственной религией Золотой Орды был признан ислам. Узбек особенно активно утверждал свою власть в русских княжествах, выдал свою сестру Кончаку за Московского князя Юрия Даниловича. Покровительствовал Москве в её борьбе с тверскими князьями. В годы правления Узбека началось собирание русских княжеств под властью Ивана Калиты, младшего брата Юрия, что в итоге привело к выходу Княжества Московского (впоследствии — Великого), а потом и всей Руси из подданства ханов Золотой Орды.
Правление Узбека стало временем наивысшего могущества Золотой Орды. В русских летописях известен как Алабуга, Азбяк, Озбяк.

## Личность
Об Узбек-хане (араб./перс. اوزبك خان‎), как о государственном деятеле и человеке, писали многие арабо-персидские авторы XIV—XV веков. Ибн Баттута, удостоенный личной аудиенции с ним в 1333 году, дал хану самую высокую оценку:
«Он один из тех семи царей, которые величайшие и могущественные цари мира».
Историк-хронист аль-Муфаддал:
«…Это молодой человек красивой наружности, отличного характера, прекрасный мусульманин, храбрый и энергичный».
Географ и историк аль-Айни:
«Он был человек храбрый и отважный, религиозный и набожный, почитал правоведов, любил учёных, слушался [советов] их, доверял им, был милостив к ним, посещал шейхов и оказывал им добро».
Ал-Бирзали, например, пишет:
«Когда этот царь (Тохта) умер, то после него воцарился Узбек-хан, человек лет тридцати. Он исповедовал ислам, отличался умом, красивой внешностью и фигурой». И в другом месте: «юноша красивой наружности, прекрасного нрава, отличный мусульманин и храбрец».
Аз-Захаби отзывается о нём в таком же духе:
«…храбрый герой, красавец наружностью, мусульманин, уничтоживший множество эмиров и волшебников».
Даже хулагуидский историк Вассаф, которого никак нельзя заподозрить в дружелюбии к Узбек-хану, отзывается о нём с большой похвалой:
«Благочестивый царевич Узбек — сын Тоглука, сына Токтая, сына Менгу-Тимура, обладающий божественной верой и царским блеском».
Имя Узбек было тюркским по происхождению и упоминается на Среднем Востоке ещё до походов Чингисхана. Это имя встречается у Усамы ибн Мункыза (ум. в 1188) в его «Книге назидания»; описывая события, происходившие в Иране при Сельджукидах, автор отмечает, что одним из предводителей войск правителя Хамадана Бурсука в 1115—1116 годах был «эмир войск» Узбек — правитель Мосула. По данным Рашид ад-Дина, последнего представителя тюркской династии Илдегизидов, правивших в Тебризе, звали Узбек Музаффар (1210—1225).

## Приход к власти и утверждение ислама

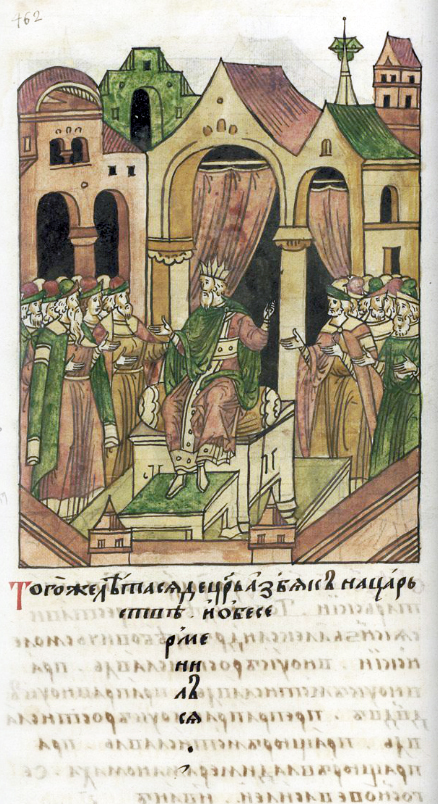
Портрет Узбека из Лицевого летописного свода

Узбек-хан приходился племянником хану Наср ад-Дину Тохте и внуком хану Менгу-Тимуру. Сын Насраддина Тохты хана Иксар (Ильбасар, Илбасмыш) по протекции могущественного эмира Кадака был объявлен ханом, при этом сам Кадак стал главным визирем. Но в январе 1313 года Узбек вместе с беклярбеком Кутлуг-Тимуром, прибыв из Ургенча, чтобы сказать близким покойного хана Тохты слова утешения, убил Иксара и Кадака. После, при поддержке Кутлуг-Тимура и жены своего отца Баялун, Узбек захватил власть в Золотой Орде.
Согласно «Тарих-и шейх Увейс»:

…ордынский эмир Кадак хотел возвести на трон сына Тохты Илбасмыша, но Узбек и Кутлуг-Тимур прибыли из Хорезма и убили обоих.
В январе 1313 года Узбек-хан взошёл на трон. И только в 1320 (1321) году он официально принял ислам от потомка Баб Арслана Занги-Аты и его преемника Сеид-Аты. Баб Арслан был наставником Ахмеда Ясави, крупного суфия, идеолога среди тюркских племён.
Анонимный автор сочинения XV века «Шаджарат аль-атрак» (Родословие тюрков) сообщает следующее:

после восшествия на ханский престол до истечения 8 лет он проводил жизнь со всем своим илем и улусом в странах северного (арка) Дешт-и-Кипчака, так как (ему) нравились (вода и воздух) тех стран и обилие охоты (дичи). Когда с начала его султанства истекло 8 лет, то под руководством святого шейха шейхов и мусульман, полюса мира, святого Зенги-Ата и главнейшего сейида, имеющего высокие титулы, указующего заблудившимся путь к преданности господу миров, руководителя странствующих и проводника ищущих, святого Сейид-Ата, преемника Зенги-Ата, он (Узбек) в месяцах 720 года хиджры (12 II 1320—30 I 1321), соответствующего тюркскому году курицы, удостоился чести принять ислам.
Став ханом, Узбек, по настоянию Кутлуг-Тимура, принял ислам (по Симеоновской летописи: «сел на царстве и обесерменился») и получил имя Мухаммед. Попытка ввести ислам в качестве государственной религии встретила сопротивление ордынской аристократии. Лидеры оппозиции Тунгуз, Таз и эмир Сарая Кутлуг-Тимур заявили Узбеку:

«Ты ожидай от нас покорности и повиновения, а какое тебе дело до нашей веры и нашего исповедания и каким образом мы покинем закон и устав Чингисхана и перейдём в веру арабов?»

Историк Рашид ад-Дин пишет про попытку монгольских эмиров-Чингизидов, которые хотели убить Узбек-хана на пиру с целью захватить ханский престол:
С этой целью они (монгольские эмиры-Чингизиды) устроили пирушку, чтобы (на ней) покончить с ним. Когда Узбек прибыл на пир, то Кутлук-Тимур, сообщивший ему секретно о замысле эмиров, сделал ему знак глазом.
Узбек заподозрил (опасность) и под предлогом удовлетворения нужды встал и вышел. Тот эмир (Кутлук-Тимур) пошел вслед за ним и рассказал ему, что они сговорились сделать. Узбек немедленно сел на коня, ускакал и, собрав войско, одержал верх (над ними). Сына Токтая с 120 царевичами из урука Чингизханова он убил, а тому эмиру, который предупредил его, оказал полное внимание и заботливость. Это тот (самый) Кутлук-Тимур, который долгое время управлял в качестве эмира областями Дешт-и-Кипчака и Хорезма.
Узбек сделался государем на престоле царства Джучи-хана и стал могущественным властителем. Узбек был царевичем, соединявшим в себе совершенства по части наружной красоты, нравственности и религиозности, по упрочению мусульманства и основательному знанию добра.
В итоге приверженцы монгольских традиций и порядков — эмиры и царевичи — были казнены. Рашид ад-Дин сообщает о казни 120 мятежных Чингизидов.

## Правление

Сохранившиеся фрагменты Соборной мечети эпохи Узбек-хана в Наровчате

Узбек-хан твёрдо держал власть в своих руках и жестоко пресекал всякие сепаратистские выступления на окраинах. Он упразднил баскачество на Руси, передав право взимать дань и отправлять её в Орду русским князьям.
Узбек-хану удалось ликвидировать внутренние распри в Орде и добиться её подъёма. В начале XIV века хан осуществил крупную административно-территориальную реформу, разделив территорию империи на 70 туменов, которые были объединены в десять крупных областей-улусов во главе с назначаемыми ханом улусными эмирами (улусбеками). Осуществив реформу на территории Белой Орды, Узбек попытался внедрить новую систему и на территории Синей Орды.
Правление Узбек-хана стало временем наивысшего могущества Золотой Орды. Эпоха отмечена культурным подъёмом и широким городским строительством. При нём была построена новая столица — Сарай аль-Джедид. Хан много внимания уделял развитию торговли. Караванные пути стали не только безопасными, но и благоустроенными. Орда вела оживлённую торговлю со странами Западной Европы, Малой Азии, Египтом, Индией, Китаем.
Ибн Баттута, посетивший хана Узбека, слышал там только тюркские слова. Среди женщин придворного штата упоминаются улу хатун и кучук хатун, то есть большая и малая хатун. Сам же хан называл своего духовного наставника из сайидов тюркским словом ата ‘отец’. Тюркский язык употреблялся и в мусульманском богослужении; в городе Азаке в присутствии Ибн Баттуты проповедник произнес проповедь по-арабски, молясь за султана (то есть хана Узбека), за эмира (эмир Азака был по происхождению хорезмиец) и за присутствующих, потом он же перевел свою речь на тюркский язык.

## Отношения с русскими князьями

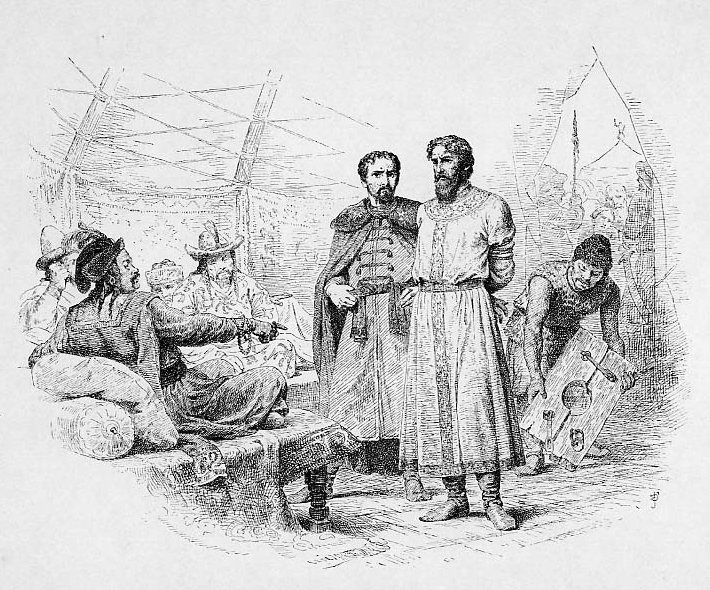
Михаил Ярославич Тверской у хана Узбека
рисунок В. П. Верещагина

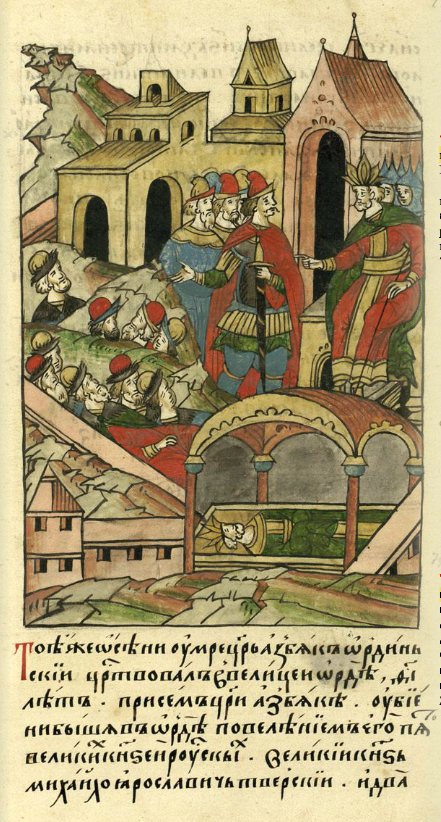
Смерть хана Узбека. Миниатюра Лицевого летописного свода

В 1317 году Узбек-хан выдал замуж за московского князя Юрия Даниловича свою сестру Кончаку, разрешив ей принять православие, что позволило князю заручиться поддержкой хана в борьбе за великое княжение с Михаилом Ярославичем Тверским. Узбек дал Юрию ордынский отряд во главе с Кавгадыем, но Михаил Ярославич в Бортеневской битве разбил объединённое московско-татарское войско. Неожиданная смерть Кончаки в тверском плену дала повод Юрию обвинить перед Узбеком Михаила в её отравлении. Михаил Тверской был вызван в Орду и здесь, вследствие ненависти к нему Кавгадыя, был убит по приказу Узбека.

При этом царе Азбяке в Орде его повелением было убито пять великих русских князей: великий князь Михайло Ярославич Тверской, и два сына его, великий князь Дмитрий Михайлович и брат его великий князь Александр Михайлович, великий князь Василий Рязанский, великий князь Иван Ярославич Рязанский; да три удельных князя: князь Александр Новосельский, князь Федор Александрович, внук святого блаженного великого князя Михаила Ярославича Тверского, и князь Федор Иванович Стародубский. При этом же царе Азбяке убит был в Орде благочестивый и великий князь Юрий Данилович Московский великим князем Дмитрием Михайловичем Тверским, без повеления царя Азбяка. А всего убито было царем Азбяком в Орде великих князей и удельных князей — девять человек.
— Лицевой летописный свод
Сын Михаила Тверского Александр, княживший в Твери, возобновил борьбу с московским князем Иваном Калитой, приняв в 1327 году участие в восстании, в котором тверичи убили ордынского посла Щелкана и всю его свиту. Узбек-хан разгневался, узнав об убийстве, и послал за московским князем. По другим сведениям, Калита поехал в Орду сам, торопясь воспользоваться тверским происшествием. Узбек выдал ему ярлык на княжение и 50 000 войска. В 1327 году Калита с татарским и суздальским отрядами разгромил тверское войско, жестоко подавил восстание и опустошил Тверское княжество. После этого Узбек разделил основную территорию Северо-Восточной Руси (Великое княжество Владимирское) на две части, одну из них отдав Ивану Калите, а другую, вместе со столицей Владимиром, передал малозначительному суздальскому князю Александру Васильевичу, после смерти которого в 1331 году Калита вновь отправился в Орду и получил ярлык на всё княжество.
Александр Михайлович Тверской, спасаясь от гнева Узбека, бежал в Великое княжество Литовское. В 1337 году он сам явился к хану и просил помилования. Узбеку понравилась мужественная речь князя и он простил его. Но 29 октября 1339 года по наущению Калиты Александр с сыном Фёдором были казнены по приказу Узбека мучительной смертью.
В 1340 году на смоленского князя Ивана Александровича, не желавшего платить дань, Узбек послал войско, которое разорило Смоленское княжество.

## Внешняя политика
Несмотря на то, что Узбек-хан вёл достаточно активную внешнюю политику, территория государства при нём не претерпела изменений. Хан стремился помешать захвату Польским королевством Галицко-Волынского княжества. В 1337 году объединённое русско-ордынское войско совершило поход на Люблин. Затем по просьбе галицкого боярина Дмитра Дедко Узбек направил против короля Казимира III Великого 40-тысячное войско, которое было разбито на Висле.

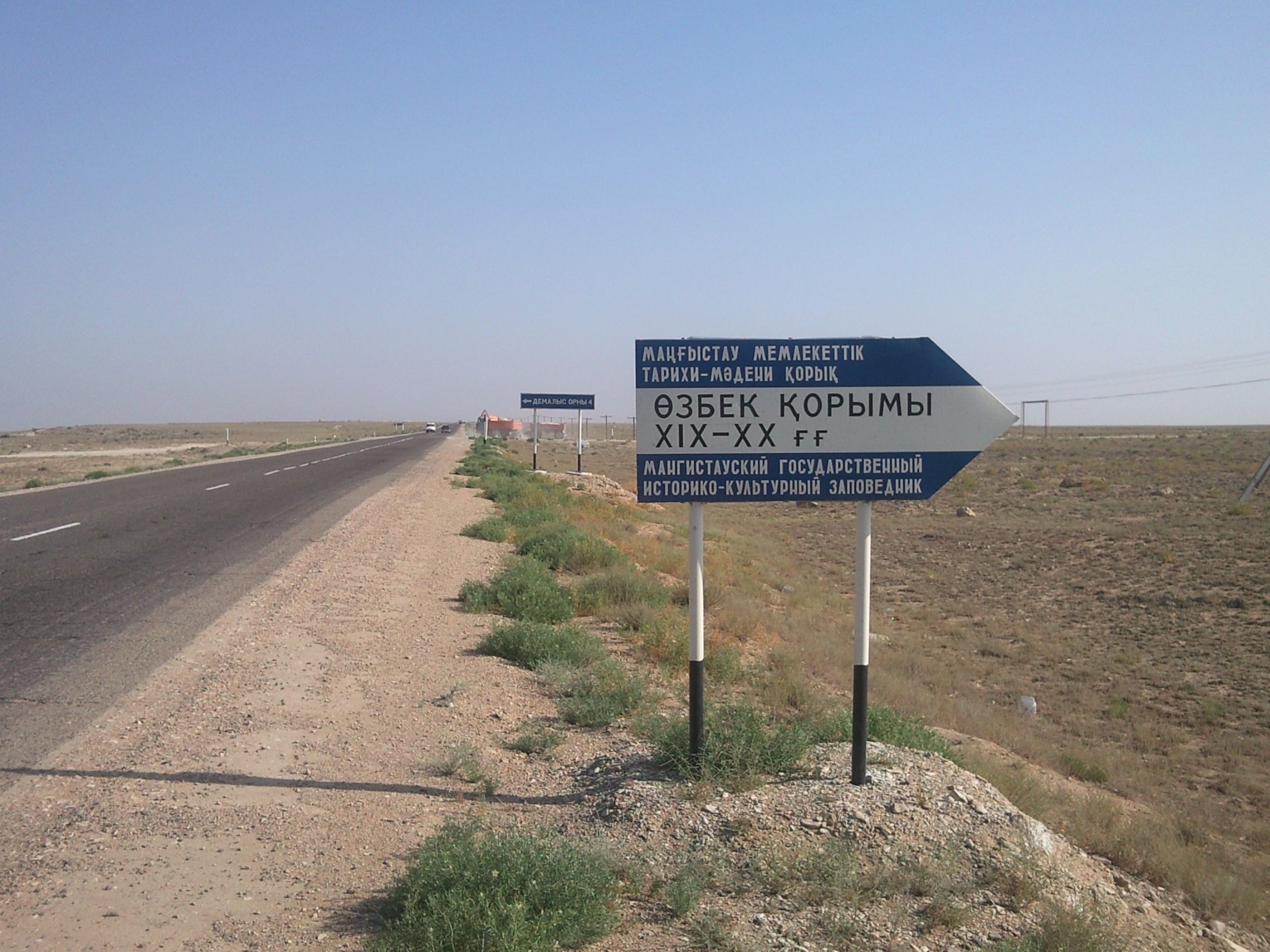
Указатель на место захоронения Узбек хана, выезд из города Актау, Казахстан

Продолжая действовать в русле традиционной политики Джучидов, Узбек претендовал на закавказские территории — владения Хулагуидов. В 1318/1319, 1325 и 1335 годах ордынские войска вторгались в Ширван и Арран, но ощутимого успеха не достигли. Беклярбек Кутлуг-Тимур выступал против войны с Хулагуидами, опасаясь, что она подорвёт торговлю и внутреннюю стабильность Орды.
Узбек-хан поддерживал дипломатические отношения с Византией, Индией, странами Западной Европы. Были возобновлены взаимоотношения с мамлюкским Египтом. Хан вступил в династический брак с византийским императором Андроником II, женившись на его дочери, а также вступил в родственный союз с египетским султаном ан-Насир Мухаммедом, за которого он выдал свою племянницу, царевну Тулунбай. Правда, султан вскоре развёлся с ней, а на просьбу Узбека (в 737/1336—1337) выдать за него одну из дочерей султана («которою он, Узбек, мог бы славиться и заключить братство и дружбу») ан-Насыр ответил, что дочери его ещё малолетние. Тем не менее, отношения между обеими мусульманскими странами продолжали оставаться весьма тесными и дружественными, что подчёркивает секретарь султана ан-Насыра Ибн-Фадлуллах ал-Омари.
Некоторое время Узбек-хан поддерживал хорошие отношения с Византией. Однако, в конце правления Андроника II они резко испортились. Около 1320—1324 годов войска Узбек-хана вторглись во Фракию и в очередной раз разграбили её.
После смерти Узбека в 1341 году власть в Золотой Орде на короткий срок перешла к его сыну Тинибеку.

## В культуре
Узбек действует в романе Дмитрия Балашова «Бремя власти».